# قهوة بورصة مصر (فلم)
قهوة بورصة مصر فيلم دراما إجتماعي مصري من إنتاج سنة 2019. الفيلم من إخراج أحمد نور، وتأليف غادة حنفي، وعلاء مرسي، ومن بطولة حسن حسني، ولطفي لبيب، ورانيا محمود ياسين، وريكو، وعلاء مرسي، وصلاح عبد الله، ومصطفي قمر، ومحمد لطفي، محمد ناجى الابطاوى، هند الطاهر، الانصارى ناجى، محمود قنديل، حازم ناجى، مروى عبدالمنعم، عبد الله مشرف، نجوى فؤاد، صبرى عبدالمنعم، حنان سليمان، أحمد صيام، مدحت تيخا
لطفى لبيب،  جمال حجازى، طاحون

## قصة الفيلم
تدور أحداث الفيلم في إطار درامي إجتماعي، يتناول العادات والتقاليد المصرية المختلفة، وما يتعرض له المجتمع المصري من إرهاب عقلي وديني وإنساني، وذلك من خلال مجموعة من الأشخاص، التي تتلاقى أفكارهم وشخصياتهم داخل أحد المقاهي المصرية.

## طاقم التمثيل
- حسن حسني[3]
- لطفي لبيب
- صلاح عبد الله
- علاء مرسي
- ريكو
- محمد لطفي
- رانيا محمود ياسين
- مصطفي قمر
- عبد الله مشرف
- أحمد صبري غباشي
- هند طاهر
- أحمد صيام
- هاجر الشرنوبي
- ياسر الزنكلوني
- محمد جمعة
- ساندي علي
- مدحت تيخا
- محمد طاحون
- حنان سليمان
- صبري عبد المنعم
- محمد شرف
- حسن عبد الفتاح
- شريف باهر
- محمد ثروت
- علي حمدي
- إيناس النجار
- حسام الجندي
- نجوى فؤاد
- مروة عبد المنعم